# آ أوف ويريس
آ أوف ويريس (بالهولنديَّة: Aa of Weerijs، تنطق بالهولندية: [ˌaː ʔɔf ˈʋeːrɛis]) هو نهر في بلجيكا ينبع من التقاء نهر آ الكبير في فوزتفيزل ونهر آ الصغير في بريخت.
تَجدُر الإشارة إلى أن مدينة بريدا ضمن الحدود الهولندية أخذت اسمها من اسم نهر آ ولكونه يتَّسع عَرْضًَا ضمن أراضيها فأُطْلِقَ عليها اسم (Breed Aa أي آ الواسع).
يتراوح عَرْضُ آ أوف ويريس بين 5 أمتار ضمن الحدود البلجيكية وحتى 15 مترًا في بريدا ضمن الحدود الهولندية.
قامت الحكومة بتركيب سِتَّة سدود لتنظيم تصريف المياه، كما أنشأتْ سلالِمَ للأسماك في أربعة منها في عام 2006. تتكون سلالم الأسماك من درجات خرسانية تسمح للأسماك بالقفز لتفادي التيار خطوة بخطوة.
أكثر أنواع الأسماك شيوعًا هي: الروش، والرود، والدنيس، والجثم، والبايك، والكارب.